# دیملر دی‌اس۴۲۰
دیملر دی‌اس۴۲۰ (Daimler DS420) خودرویی است که در سال‌های ۱۹۶۸ تا ۱۹۹۲ تولید شده‌است.
موتور آن ۴۲۳۵ سی‌سی است.